# シェムセッティン・ギュナルタイ
メフメト・シェムセッティン・ギュナルタイ（トルコ語：Mehmet Şemsettin Günaltay、1883年7月17日‐1961年10月19日）は、トルコの歴史家、政治家。首相を務めた。共和人民党の一党独裁制による最後の首相だった。

## 経歴
1883年7月17日にオスマン帝国のエルズィンジャン州ケマリイェに誕生する。先祖はクリミア・タタール人だった。師範学校を卒業後、スイスに留学しローザンヌ大学で化学を学ぶ。トルコに帰国後はさまざまな学校で教師や校長を務める。汎テュルク主義の理論的指導者であるズィヤ・ギョクアルプと知り合い、トルコ民族の歴史を調べ始めた。1914年にイスタンブール大学文学部教授となり、トルコ・イスラム諸民族の歴史を講じる。
1915年に「統一と進歩委員会」からビレジック州選出議員としてオスマン帝国議会議員に選出され、オスマン帝国の滅亡までその職にあった。一方イスタンブール大学での講義も続けていた。トルコ革命中は「アナトリア・ルメリア権利擁護委員会」に加盟し、トルコ共和国成立後の1923年、共和人民党からスィヴァス選挙区選出議員としてトルコ大国民議会に選出される。以後1950年までスィヴァス選挙区、1954年まではエルズィンジャン選挙区選出議員として議席を保持し続けた。
1949年にハサン・サカ内閣が辞任すると、イスメト・イノニュ大統領により次期首相に指名された。しかしトルコ史上初の自由選挙となった翌1950年の総選挙で共和人民党は民主党に大敗し、首相職を民主党のアドナン・メンデレスに譲った。軍部によるクーデター後の1961年に上院議員に指名されたが、その直後に前立腺癌のため死去した。本人の希望により、アンカラにある夭折した娘の墓の隣に葬られた。なお歴史家として1941年から死去までトルコ歴史協会総裁を務めた。

## 著書
- Zulmetten Nura （専制から栄光へ）
- Hura-fattan Hakikata （迷信から現実へ）
- İslam Dini Tarihi （イスラム教の歴史）
- Maziden Atiye （過去から未来へ）